# Il tabarro
Il tabarro (El tabard) és una òpera en un acte de Giacomo Puccini, sobre llibret de Giuseppe Adami, inspirat en La houppelande de Didier Gold. Aquesta òpera, junt amb Suor Angelica i Gianni Schicchi forma part de Il trittico (El tríptic). L'estrena va tenir lloc el 14 de desembre de 1918 al Metropolitan Opera de Nova York, on fins al 2009 va tenir 80 actuacions. Entre els intèrprets de l'estrena, el tenor Giulio Crimi en el paper de Luigi, Claudia Muzio com Giorgetta, Luigi Montesanto com Michele i Angelo Badà com Tinca.
La composició del tràgic panell del "Tríptic" de Puccini es va desenvolupar en dues fases, entre l'estiu i la tardor de 1913 i entre l'octubre de 1915 i el novembre de 1916.
La interrupció va ser deguda a la necessitat de treballar a la La rondine, òpera per a la qual Puccini havia signat un contracte. Al contrari, Il tabarro va ser compost sense saber-ne la destinació. Com a òpera en un sol acte no hauria estat suficient per cobrir la durada d'una representació teatral, tant que Puccini va pensar inicialment a combinar-la amb una revival de la seva primera òpera, Le Villi, gairebé oblidada aleshores. Només després de conèixer el llibretista Giovacchino Forzano, Puccini va decidir convertir-lo en el primer panell d'un tríptic d'òperes en un acte que es representaria en una sola vetllada.

## Gènesi

Carambra, esbós original per al vestuari de 'Il Tabarro', Michele

La composició del Trittico puccinià va avançar en dues fases: entre l'estiu i la tardor de 1913 i entre l'octubre de 1915 i el novembre de 1916. La interrupció va ser deguda a la necessitat de treballar en l'òpera La rondine, a la que el compositor s'havia lligat mitjançant un contracte.
Altrament, 'Il tabarro' va ser composta sense saber-ne la destinació. A més, en tractar-se d'una òpera en un acte, no hauria estat prou per a cobrir la durada d'un espectacle operístic convencional, de manera que Puccini va pensar inicialment combinar-la amb la reposició de la seua primera òpera: Le Villi, gairebé oblidada en aquella època.
Només després de la trobada amb el llibretista Giovacchino Forzano, Puccini va decidir que 'Il tabarro' seria el primer quadre d'un tríptic de tres òperes en un acte, per a ser representades conjuntament.
Tant en l'estrena als Estats Units, com en el debut italià (Roma, Teatro Costanzi, 11 de gener de 1919) l'òpera va ser acollida tèbiament, tant pel públic com per la crítica.
Immediatament Puccini va retocar la partitura, que en la nova versió va ser estrenada al Teatro della Pergola de Florència, el 10 de maig de 1919. Dos anys després va modificar l'estructura de l'ària de Michele Scorri fiume eterno, després d'haver-ne fet reescriure completament el text. Allò que originalment era una fosca reflexió sobre la vida esdevingué una més lliure meditació sobre el capteniment de la seua muller i sobre la identitat del seu amant. La tercera i darrera versió es va estrenar el 28 de gener de 1922 al Teatro Costanzi.

## Anàlisi

Carambra, esbós original per a Luigi (1918), 'Il Tabarro'

Amb el transcurs del temps, 'Il tabarro', tot i no ser una de les òperes més populars, s'ha guanyat un lloc de respecte entre les òperes de Puccini. La intencionada absència de melodies fàcils i enganxoses es compensa amb una extrema densitat dramàtica i musical. Puccini treballa amb leitmotiven de poques notes, elaborant-los més sobre el pla de la sonoritat que sobre el pla harmònic. A més, a partir d'aquesta òpera, Puccini va començar a construir les seues partitures en grans blocs tonals, d'un monumental estatisme.
Des del punt de vista dramàtic, Il tabarro sembla retre un inesperat i tardà homenatge a l'òpera verista. L'acció es desplega en els baixos fons de París, en la ribera del Sena, entre estibadors i dones de mala vida. Dues dècades abans, en el moment de màxima fortuna del melodrama verista, Puccini havia evitat caure en aquesta moda, renunciant a posar música a La lupa (La lloba) de Giovanni Verga.
Però fer-ho ara, d'una manera una mica anacrònica, no suposa una renúncia dels seus principis estètics. Cap de les seues obres està de fet tan lluny del to nacional-popular de Cavalleria rusticana, de Pagliacci i de les altres cèlebres òperes de l'època verista. La severitat amb la qual la música s'adhereix al drama pot fins i tot recordar la concepció verdiana del teatre musical, en el qual tot ha d'estar al servei del drama.
La més fosca de les òperes de Puccini està amerada de la idea del pas del temps, encarnada metafòricament en l'hora del capvespre, en l'estació de la tardor i sobretot en el lent, inexorable pas del riu, entorn del qual es desenvolupa l'acció. Una idea que també està suggerida per l'ús extensiu de temps ternaris, l'estructura circular dels quals empeny els protagonistes vers la tragèdia, en un clima d'exaltat erotisme. Diu la protagonista: «Io capisco una musica sola: quella che fa danzare», (Jo només entenc una música, la música de ball), però la música que acompanya les seues paraules és la mateixa que obrirà el seu apassionat duet d'amor amb Luigi.

## Sinopsi

Carambra, esbós original per a Giorgetta (1918), 'Il Tabarro'

1910: és el capvespre. Sobre el riu Sena es troba ancorada una barca de càrrega, el patró de la qual és el madur Michele; aquest, que s'ha casat amb Giorgetta, una parisenca molt més jove que ell, adverteix que la unió està vacil·lant i sospita que la muller, cada vegada més irascible, el traïsca amb un altre home. La sospita és fundada: Giorgetta està enamorada de Luigi, un jove estibador que cada nit, alertat pel tènue claror d'un fanal, s'acosta per a trobar-la, protegit per la foscor.
Michele, que veu enfonsar-se a poc a poc les seues il·lusions, intenta reviscolar en l'ànim de la muller la passió de temps passats, recordant-li el fill que amb la seua breu existència va acompanyar llur amor: eren els dies feliços en què Giorgetta i el fill cercaven de refugiar-se en el seu tabard. Però quan ell intenta abraçar-la, la muller hi refusa adduint un pretext. Després es retira a la seua habitació, a l'espera que el marit la seguisca i s'ensopisca, per a poder trobar-se amb Luigi.
Michele dubta, reflexionant sobre qui podria ser l'amant de la muller i pensant en la venjança, després encén la pipa. Alertat pel senyal lluminós, Luigi salta sobre la barca creient trobar-se amb l'amant; però Michele se li tira damunt, l'immobilitza i amb un crit el reconeix; després l'agafa per la gola, l'obliga a confessar el seu amor i l'estrangula. Després cobreix el cos mort amb el seu tabard. Giorgetta torna a coberta, com colpida per un estrany pressentiment, però quan s'acosta Michele, aquest obri el tabard, deixant caure a terra el cadàver de Luigi.

## Fragments destacats
- Hai ben ragione! meglio non pensare (romança de Luigi)
- È ben altro il mio sogno (romança de Giorgetta)
- Nulla! Silenzio! (romança de Michele, en la primera versió: Scorri, fiume eterno)

## Personal orquestral
La partitura de Puccini inclou l'ús de:
- piccolo, 2 flautas, 2 oboès, corn angles, 2 clarinets, clarinet baix, 2 fagots
- 4 Corns, 3 trompetes, 3 trombons, trombó baix
- timpà, tambor, triangle, platells, tam-tam, bombo
- glockenspiel, celesta, arpa
- cordes.

Per sonar a l'escenari:
- corneta, botzina de cotxe, arpa, sirena, campana de tomba

## Adaptacions televisives
- Il tabarro, 54 minuts, edició RAI per a televisió el 23 de gener de 1957 al Programa nacional,[2] als 21 anys, amb Carlo Tagliabue en el paper del protagonista, Mirto Picchi com a Luigi, Mario Carlin en el paper de Tinca . Personatges i intèrprets: Carlo Tagliabue (Michele), Mirto Picchi (Luigi), Mario Carlin (el "Tinca"), Eraldo Coda (el "Mole"), Clara Petrella (Giorgetta), Mafalda Masini (la frugola), Walter Artioli (venedor de cançons), Elvira Galassi i Dino Rulli (dos amants). Orquestra i Cor de Milà de la Radiotelevisió Italiana. Director: Oliviero De Fabritiis. Instructor de cor: Roberto Benaglio. Escenografia i vestuari: Karl Hermann Joksch. Llums: Giulio Laure. Ajudant d'estudis: Duilio Camurati. Secretària de producció: Maria Maddalena Yon.

## Discografia
| Any  | Casting (Michele, Giorgetta, Luigi)               | Director          | Segell       |
| ---- | ------------------------------------------------- | ----------------- | ------------ |
| 1956 | Tito Gobbi, Margaret Mas, Giacinto Prandelli      | Vincenzo Bellezza | EMI          |
| 1962 | Robert Merrill, Renata Tebaldi, Mario Del Monaco  | Lamberto Gardelli | Decca        |
| 1971 | Sherrill Milnes, Leontyne Price, Plácido Domingo  | Erich Leinsdorf   | RCA          |
| 1977 | Ingvar Wixell, Renata Scotto, Plácido Domingo     | Lorin Maazel      | Sony         |
| 1987 | Siegmunt Nimsgern, Ilona Tokody, Giorgio Lamberti | Giuseppe Patané   | RCA Classics |
| 1991 | Juan Pons, Mirella Freni, Giuseppe Giacomini      | Bruno Bartoletti  | Decca        |
| 1997 | Carlo Guelfi, Marija Hulehina, Neil Shicoff       | Antonio Pappano   | EMI          |

## Videografia
| Any  | Casting (Michele, Giorgetta, Luigi)                    | Director             | Segell              |
| ---- | ------------------------------------------------------ | -------------------- | ------------------- |
| 1983 | Piero Cappuccilli, Sylvia Sass, Nicola Martinucci      | Gianandrea Gavazzeni | NVC Arts            |
| 1994 | Juan Pons, Teresa Stratas, Plácido Domingo             | James Levine         | Deutsche Grammophon |
| 1998 | Juan Pons, Stephanie Friede, José Cura                 | Riccardo Chailly     | Avro Klassiek       |
| 2007 | Alberto Mastromarino, Amarilli Nizza, Rubens Pelizzari | Julian Reynolds      | TDK                 |
| 2008 | Juan Pons, Paoletta Marrocu, Miroslav Dvorský          | Riccardo Chailly     | Hardy Classics      |
| 2011 | Lucio Gallo, Eva-Maria Westbroek, Aleksandrs Antoņenko | Antonio Pappano      | Opus Arte           |

## DVD parcial
- Tabarro/Pagliacci, Levine/Pons/Stratas/Domingo, direcció Franco Zeffirelli - 1994 Deutsche Grammophon